# Półwiosek Stary
Półwiosek Stary (prononciation : [puu̯ˈvjɔsɛk ˈstarɨ]) est un village polonais de la gmina de Ślesin dans le powiat de Konin de la voïvodie de Grande-Pologne dans le centre-ouest de la Pologne.
Il se situe à environ 2 kilomètres au sud de Ślesin (siège de la gmina), à 16 kilomètres au nord de Konin (siège du powiat) et à 95 kilomètres à l'est de Poznań (capitale régionale).
Le village possédait une population de 287 habitants en 2006.

## Histoire
De 1975 à 1998, le village faisait partie du territoire de la voïvodie de Konin.

Depuis 1999, Półwiosek Stary est situé dans la voïvodie de Grande-Pologne.